# Ablativ
Der Ablativ ist ein „indirekter“ Fall der Grammatik mehrerer lebender und toter Sprachen und drückt primär eine Trennung bzw. Wegbewegung aus.

## Herkunft und Anwendung
Die Bezeichnung Ablativ leitet sich vom lateinischen (casus) ablativus ab [au‑ferre, au‑fero, abs‑tuli, ab‑latus = wegtragen, wegbringen]. Manche Sprachen drücken eine Trennung oder Wegbewegung durch einen speziellen Fall, den Separativ, aus. Nicht so das Lateinische, wo der Ablativ ein besonders weites Funktionsspektrum entwickelte:
- Trennung oder Wegbewegung („von … her“; historisch der Separativus),
- Mittel oder Werkzeug („mit“, „durch“; historisch der Instrumentalis),
- Begleitung („in Begleitung von“; historisch der Sociativus),
- Ortsangabe („in“, „an“, „auf“; historisch der Lokativ)
- und einige andere.

Welche Funktionen oder Bedeutungen ausgeprägt sind, ist von Sprache zu Sprache unterschiedlich. Viele Sprachen besitzen keine eigentlichen Formen des Ablativs, sondern drücken ihn mit Hilfe von Präpositionen oder Postpositionen aus. Aber auch das Lateinische bedient sich solcher in Verbindung mit dem Ablativ für besondere Anwendungsfälle.
Die deutsche Sprache nutzt in Ermangelung des Ablativs meist den Dativ oder den Akkusativ mit einer entsprechenden Präposition.

## Indogermanische Sprachen
Der Ablativ ist einer der Fälle der indogermanischen Ursprache. Er hat sich in keiner der germanischen Sprachen erhalten – doch kennen ihn das Albanische, das Armenische, das Lateinische, das Sanskrit und das Tocharische.

### Albanisch
In der albanischen Sprache wurde der Ablativ erhalten und wird rasa rrjedhore genannt.
Albanische Nomina werden primär durch Genus (maskulin, feminin, neutral) und Numerus (Singular, Plural) beeinflusst. Die Pluralbildung ist sehr unregelmäßig und wird mit einem Suffix gebildet (‑ra, ‑a, ‑e, ‑onj, ‑ë). Die Endungen der Nomina werden schrittweise geändert und angepasst. Erst nach diesem Prozess kann (mit einem Suffix) die endgültige Ablativform gebildet werden. Die Endungen der Deklinationen werden in verschiedene Klassen und Typen aufgeteilt.
- Typ I: maskuline und neutrale Deklination
  - Suffix (unbestimmt/bestimmt): ‑i / ‑it
- Typ II: maskuline und neutrale Deklination
  - Suffix (unbest./best.): ‑u / ‑ut
- Typ III: feminine Deklination
  - Suffix (unbest./best.): ‑e / ‑ës, ‑së – in einigen gegischen Mundarten kommt die bestimmte Form auf ‑et (vajzet, shtëpiet etc.) noch vor.
- Typ IV: feminine Deklination
  - Suffix (unbest./best.): ‑je / ‑s, ‑së
- Plural:
  - Suffix (unbest./best.): ‑sh / ‑ve, ‑vet – in der bestimmten Form kam bis ins 19. Jahrhundert noch die Form auf ‑shit (vajzashit, ujërashit etc.) vor.

- Beispiel Deklination, Typ I (maskulin, neutral):

| Fall      | unbest., sg. | unbest., pl.          | best., sg.       | best., pl.              |
| --------- | ------------ | --------------------- | ---------------- | ----------------------- |
| Nominativ | mal          | male                  | mali             | malet                   |
| Deutsch   | Berg         | Berge                 | der Berg         | die Berge               |
| Ablativ   | mali         | malesh                | malit            | maleve / málevet        |
| Deutsch   | –            | –                     | –                | –                       |
| Nominativ | djathë       | djathna / djáthëra    | djathët / djathi | djathnat / djathërat    |
| Deutsch   | Käse         | Käse                  | der Käse         | die Käse                |
| Ablativ   | djathi       | djathnash / djáthnash | djathit          | djathnavet / djáthnavet |
| Deutsch   | –            | –                     | –                | –                       |

- Beispiel Deklination, Typ II (maskulin, neutral):

| Fall      | unbest., sg. | unbest., pl. | best., sg.    | best., pl.       |
| --------- | ------------ | ------------ | ------------- | ---------------- |
| Nominativ | plak         | pleq         | plaku         | pleqtë           |
| Deutsch   | alter Mann   | alte Männer  | der alte Mann | die alten Männer |
| Ablativ   | plaku        | pleqsh       | plakut        | pleqvet          |
| Deutsch   | –            | –            | –             | –                |

- Beispiel Deklination, Typ III (feminin):

| Fall      | unbest., sg. | unbest., pl. | best., sg.  | best., pl.                    |
| --------- | ------------ | ------------ | ----------- | ----------------------------- |
| Nominativ | vajzë        | vajza        | vajza       | vajzat                        |
| Deutsch   | Mädchen      | Mädchen      | das Mädchen | die Mädchen                   |
| Ablativ   | vajze        | vajzash*     | vajzës      | vajzavet / vájzavet / vajzave |
| Deutsch   | –            | –            | –           | –                             |

* Bemerkung: Arbëresh Ablativform, unbestimmt, Plural: ‑ç, vajzash > vashaç
- Beispiel Deklination, Typ IV (feminin):

| Fall      | unbest., sg.            | unbest., pl. | best., sg. | best., pl.                 |
| --------- | ----------------------- | ------------ | ---------- | -------------------------- |
| Nominativ | lule                    | lule         | lulja      | lulet                      |
| Deutsch   | Blume                   | Blumen       | die Blume  | die Blumen                 |
| Ablativ   | luleje / lulje / lúleje | lulesh       | lules      | lulevet / lúlevet / luleve |
| Deutsch   | –                       | –            | –          | –                          |

Der Ablativ kann im Albanischen mit oder ohne Präposition verwendet werden.
- Beispiel ohne Präposition:
  - I dolën mendjeje fjalët e plakut. Ungefähr: Die Wörter von dem alten Mann wurden aus/von seinem Verstand weggetragen.
- Beispiel mit Präposition prej (aus/von):
  - I dolën prej mendjeje/mendjes fjalët e plakut. Ungefähr: Die Wörter von dem alten Mann kamen aus/von seinem Verstand weg.

Weitere Präpositionsmöglichkeiten wären u. a.:
- afër (nahe),
- larg (weit),
- përballë (gegenüber) und
- përgjatë (entlang).

### Latein
Der lateinische Ablativ übernimmt die Funktionen zweier anderer ursprünglicher indogermanischer Fälle, nämlich des Lokativs (Ortsangabe) und des Instrumentalis (Angabe des Mittels). Auch deren Formen leben in den lateinischen Endungen zum Teil noch weiter.
Gebildet wird der Ablativ im Singular durch Längung des Themavokals, bei konsonantischen Stämmen durch die Endung ‑e. Im Plural entspricht der Ablativ der Form nach dem Dativ mit der Endung ‑īs oder ‑[gelängter Themavokal]/i‑bus.
Als semantische Haupttypen gelten ablativus instrumenti (Angabe des Mittels), ablativus loci (Ortsangabe) und ablativus separativus. Letzterer beinhaltet Ausdrücke des räumlichen Ausgangspunktes und damit die ursprüngliche Bedeutung des Ablativs.
Die drei Grundfunktionen des Ablativs werden im Lateinischen noch weiter ausdifferenziert; oft signalisieren Präpositionen oder Postpositionen seine genauere Bedeutung. Er ist im Deutschen entsprechend unterschiedlich wiederzugeben.
In den romanischen Sprachen ist der Ablativ erloschen. Unter den erstarrten Überresten ist die Bildung des romanischen Adverbs auf ‑ment/‑mente am augenfälligsten.
Ablativus instrumentalis, auch Ablativus instrumenti: Ablativ des Werkzeugs (Wodurch? Womit?)
Mit dem Ablativus instrumentalis wird das Gebrauchsmittel genannt. Es wird im einfachen Ablativ ausgedrückt. Übersetzt wird er mit den Präpositionen mit oder durch. Da man Personen nicht benutzen kann, stehen diese niemals im Ablativus instrumenti. Eine Ausnahme von dieser Regel stellen einige Deponentien wie z. B. uti – benutzen, niti – sich stützen auf oder frui – genießen dar, die den Ablativus instrumenti regelmäßig und beinahe wie ein Objekt bei sich haben.
- Beispiele: 
 Gladiator gladio pugnat. – Der Gladiator kämpft mit einem Schwert.
 Milites nave Romam navigant. – Die Soldaten segeln mit dem Schiff nach Rom.
 Caesar ictu Bruti mortem obiit. – Caesar starb durch den Stich des Brutus.

Ablativus sociativus (Mit wem?)
Der Ablativus sociativus drückt die Gemeinschaft aus (sociativus < sociare – verbinden).
- Beispiele:
Dominus vobiscum! – Der Herr [sei] mit euch!
Marcus cum Lucio in aulam it. – Markus geht mit Lucius in den Hof.

Ablativus modi (Wie? Auf welche Art und Weise?)
Der Ablativus modi drückt die Art und Weise oder auch die Begleitumstände aus, unter welchen etwas geschieht.
- Beispiele: 
 Ea amicitiam cum diligentia colit. – Sie pflegt die Freundschaft mit Sorgfalt.
Gladiator magno cum clamore in Colosseum currit. – Der Gladiator läuft unter großem Geschrei in das Colosseum.

Ablativus mensurae, auch Ablativus discriminis (Um wie viel größer, kleiner, klüger etc.?)
Durch den Ablativus mensurae wird bei einem Vergleich das Maß ausgedrückt, um welches sich jemand oder etwas unterscheidet.
- Beispiele:
Sol multis partibus maior est terra. – Die Sonne ist um ein Vielfaches größer als die Erde.
Paucis annis post seditionem servorum copiae Spartaci magna clade victi sunt. – Wenige Jahre nach dem Aufstand der Sklaven sind die Truppen des Spartacus durch eine große Niederlage besiegt worden.

Ablativus limitationis (In welcher Hinsicht? Inwiefern?)

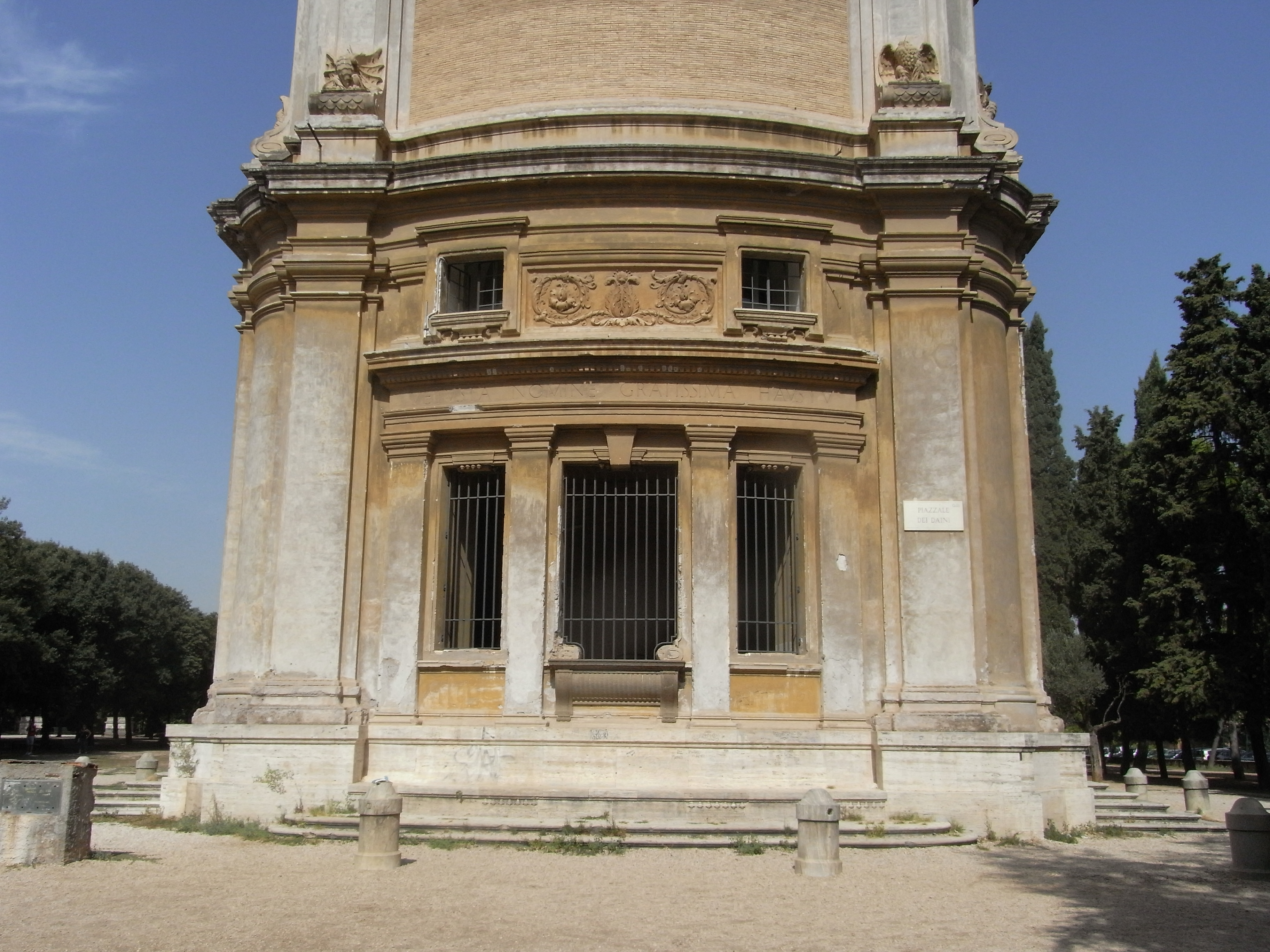
VETUSTA NOMINE GRATISSIMA HAUSTU (deutsch: „Alt dem Namen nach, hochwillkommen bezüglich des Tranks“. Inschrift auf der Turris Borghese im Villa-Borghese-Park in Rom)

Der Ablativus limitationis gibt die Hinsicht an, in welcher eine Aussage gilt.
- Beispiele:
 Graeci doctissimi litteris erant. – Die Griechen waren in den Wissenschaften sehr gebildet. 
 Tres partes Galliae lingua, institutis, legibus inter se differunt. – Die drei Teile Galliens unterscheiden sich in Hinsicht auf ihre Sprache, ihre Gebräuche und ihre Gesetze voneinander.

Ablativus separativus: Ablativ des Ausgangspunktes und der Trennung (Woher? Wovon?)
- Beispiel:
 Roma profectus est. – Er ist aus Rom abgereist.

Dieser Kasus wird in manchen Sprachen durch einen speziellen Separativ ausgedrückt.
Ein Sonderfall des Ablativus separativus ist der
Ablativus originis: Ablativ der Herkunft (Aus was für einer Familie?)
- Beispiel:
 L. Catilina nobili genere natus est. – Lucius Catilina stammte aus einer Adelsfamilie.

Ablativus auctoris: Ablativ des Agens (oft als logisches Subjekt bezeichnet) beim Passiv (Von wem?)
- Beispiel:
Cantare doctus est a Dionysio. – Er wurde von Dionysios im Gesang ausgebildet.

Ablativus comparationis: Ablativ des Vergleichs beim Komparativ (Als wer/was?)
Er ersetzt die Konjunktion quam – als.
- Beispiel:
 Matre pulchra filia pulchrior! – Tochter, schöner noch als ihre schöne Mutter.

Ablativus thematis: Ablativ des Themas (Worüber?)
Er wird zumeist bei Überschriften angewendet.
- Beispiel:
De bello Gallico – Vom Gallischen Krieg oder Über den Gallischen Krieg

Ablativus locativus, auch Ablativus loci: Ablativ des Ortes (Wo?)
- Beispiel:
Est modus in rebus. – Es gibt ein Maß in den Dingen.

Ablativus temporalis, auch Ablativus temporis: Ablativ der Zeit, eigentlich übertragener Lokativ (Zeit wird als Ort – Locus heißt auch allgemein „Umstand“ – gesehen) (Wann? In welcher Zeitspanne?)
- Beispiel:
Illo tempore exiit edictum a Caesare Augusto. – In jener Zeit ging ein Gebot von Kaiser Augustus aus.

Ablativus qualitatis: Ablativ der Eigenschaft (Von welcher Art? Was für ein?)
Er ist der einzige Ablativ, der ein Attribut darstellt.
- Beispiele:
Catilina fuit magna vi animi et corporis. – Catilina besaß große Geistes- und Körperkraft.

Ablativus causae: Ablativ des Grundes (Warum?)
Er steht sehr häufig bei Partizipien wie commotus – veranlasst, incensus – brennend vor usw.
- Beispiele:
Principibus metu, non pudore parent. – Sie gehorchen ihren Fürsten aus Furcht, nicht aus Ehrfurcht. 
Sic enim iam tecum loquar, non ut odio permotus esse videar, quo debeo, sed ut misericordia, quae tibi nulla debetur. – Ich rede so mit dir, damit es nicht den Anschein hat, ich würde durch Hass motiviert, wie ich sollte, sondern durch Mitleid, das du aber überhaupt nicht verdienst.

Ablativus pretii: Ablativ der Preisangabe (Für wie viel?)
- Beispiel:
Emisti grandi pecunia. – Du hast es für viel Geld gekauft.

Zu unterscheiden von diesen Kasusfunktionen des Ablativs ist der Ablativus absolutus, eine satzwertige Partizipialkonstruktion.

### Sanskrit
Im Sanskrit ist der Ablativ ein indirekter Fall.

## Mongolisch
In der mongolischen Sprache antwortet der Ablativ auf die Fragen „woher?“, „von wem?“, „seit wann?“ und „wovon?“ Die Endung richtet sich nach der Vokalharmonie und der Art des Wortstammes: ‑аас, ‑ээс, ‑оос, ‑өөс; ‑гаас, ‑гээс, ‑гоос, ‑гөөс; ‑иас, ‑иос.
Beispiele: улсаас (von улс „Staat“), модноос (von мод „Baum, Holz, Pfahl“), ангиас (von анги „Klasse, Studienjahr“)

## Turksprachen

### Baschkirisch
In der baschkirischen Sprache hat der Ablativ ähnliche Endungen wie im Türkischen. Allerdings variiert er dort wegen der Konsonantenharmonie stärker. D. h., es treten nicht nur die Formen ‑дән /dɛn/ bzw. ‑дан /dan/ und ‑тән /tɛn/ bzw. ‑тан /tan/ auf, sondern auch noch ‑ҙән /ðɛn/, ‑ҙан /ðan/, ‑нән /nɛn/ und ‑нан /nan/.
Beispiel: өҫтәлдән „vom Tisch“; шкафтан „aus dem Schrank“; Германиянан „aus Deutschland“.

### Türkisch
In der türkischen Sprache wird als Ablativ der Woher-Fall bezeichnet. Er wird durch das Anhängen von ‑den bzw. ‑dan gebildet und variiert gemäß den Regeln der kleinen Vokalharmonie. Hinter stimmlosen Konsonanten treten die Varianten ‑ten bzw. ‑tan auf, wobei das 't' einer Konsonantenharmonie entsprechend auch weich ('d') werden kann.
Beispiele:
- Antep’ten kaçmış. ([Er/Sie/Es] sei aus Antep geflohen.)
- Koltuktan kalktım. ([Ich bin] von [einem/dem] Sessel aufgestanden.)
- Nereden geliyorsun? (Woher kommst du?)
- Sinemadan geliyorum. (Ich komme aus [einem/dem] Kino.)

## Finno-ugrische Sprachen

### Estnisch
Im Estnischen endet der Ablativ auf ‑lt bzw. im Plural auf ‑telt oder ‑delt.
Beispiele: kellelt „von wem?“, minult „von mir“, turult „vom Markt“

### Finnisch
Auch die finnische Sprache kennt einen Ablativ. Die Kasusendung ist je nach Vokalharmonie ‑lta oder ‑ltä. Der Ablativ bezeichnet im Finnischen eine Bewegung von einem Ort weg (talolta „vom Haus weg“). Zur Angabe der Uhrzeit modifiziert er Zahlwörter (viideltä „um fünf [Uhr]“).

### Mordwinisch
Im Mordwinischen endet der Ablativ auf ‑до (Ersja) bzw. ‑да (Mokscha).

### Ungarisch
Im Ungarischen endet der Ablativ auf ‑tól bzw. ‑től und richtet sich nach der Vokalharmonie.
Beispiele: hajótól „vom Schiff“, körtől „vom Kreis“

## Weitere Sprachen
Den Ablativ gibt es auch in einigen anderen Sprachen:
- Baskische Sprache (‑tatik (Transnumeral), ‑tik (Singular), ‑etatik (Plural) „von, durch“)
- Bodo (Sprache)
- Grönländische Sprache
- Kannada
- Kanuri (Sprache)
- Mansische Sprache
- Pali
- Quechua
- Sumerische Sprache
- Tibetische Sprache (‑nas)